# Ombudsmand
En ombudsmand var i middelalderen en kongelig embedsmand, der forvaltede et givet område.
I moderne tid er en ombudsmand på dansk en betegnelse for en uafhængig myndighed, der uvildigt kan undersøge offentlige myndigheders administration af lovgivningen. I Danmark blev i forbindelse med grundlovsrevisionen i 1953 fastlagt, at Danmark skulle have en ombudsmandsinstitution, der “skal have indseende i statens civile og militære forvaltning”. Oprettelsen skete efter forbillede fra Sveriges tilsvarende institution, justitieombudsmanden.

## Oprindelse og ordbrug
Ombudsman er den svenske form af ordet, der er gået ind i engelsk administration uden oversættelse, og også bruges på nogle andre sprog, f.eks. tysk Ombudsmann, og thailandsk ออมบุดสแมน, der udtales "om buds̄ mæn"
På nordiske sprog bruges dog de tilsvarende egne ord, der har fælles oprindelse (dansk ombudsmand, islandsk umboðsmaður og ældre norsk omudsmann; i dag foretrækkes dog det kønsneutrale ombud på norsk). På mange sprog bruges i stedet helt egne betegnelser, som spansk defensor del pueblo ("folkets forsvarer").
På dansk blev ordet tidligere brugt om en kongelig embedsmand, der repræsenterede kongemagten på herredsniveau (i Jyske Lov fra 1241: umbozman), og bruges også i dag om Kongeriget Danmarks repræsentanter på Færøerne og Grønland (se nedenfor).

## Institutioner
Der er ombudsmandsinstitutioner i mange lande:

### Danmark

#### Folketinget
I Danmark er Folketingets Ombudsmand en kontrolinstans i forhold til den offentlige forvaltning, som er valgt af Folketinget. Ombudsmandsinstitutionen oprettedes i 1954 efter svensk forbillede.

#### Forbrug
Forbrugerombudsmanden oprettedes i Danmark i 1975 og fører bl.a. tilsyn med, at Markedsføringsloven overholdes.

#### Grønland
Den danske regerings øverste repræsentant på Grønland bærer titlen Rigsombudsmand.
Siden 1994 udpeger Grønlands parlament en ombudsmand, Landstingets ombudsmand eller Inatsisartut ombudsmandiat, der har lignende kompetence som Folketingets ombudsmand i Danmark.

#### Færøerne
Den danske regerings øverste repræsentant på Færøerne bærer siden 1948 titlen rigsombudsmand (tidl. amtmand).